# أقنعة الوجه خلال جائحة فيروس كورونا 2019-20

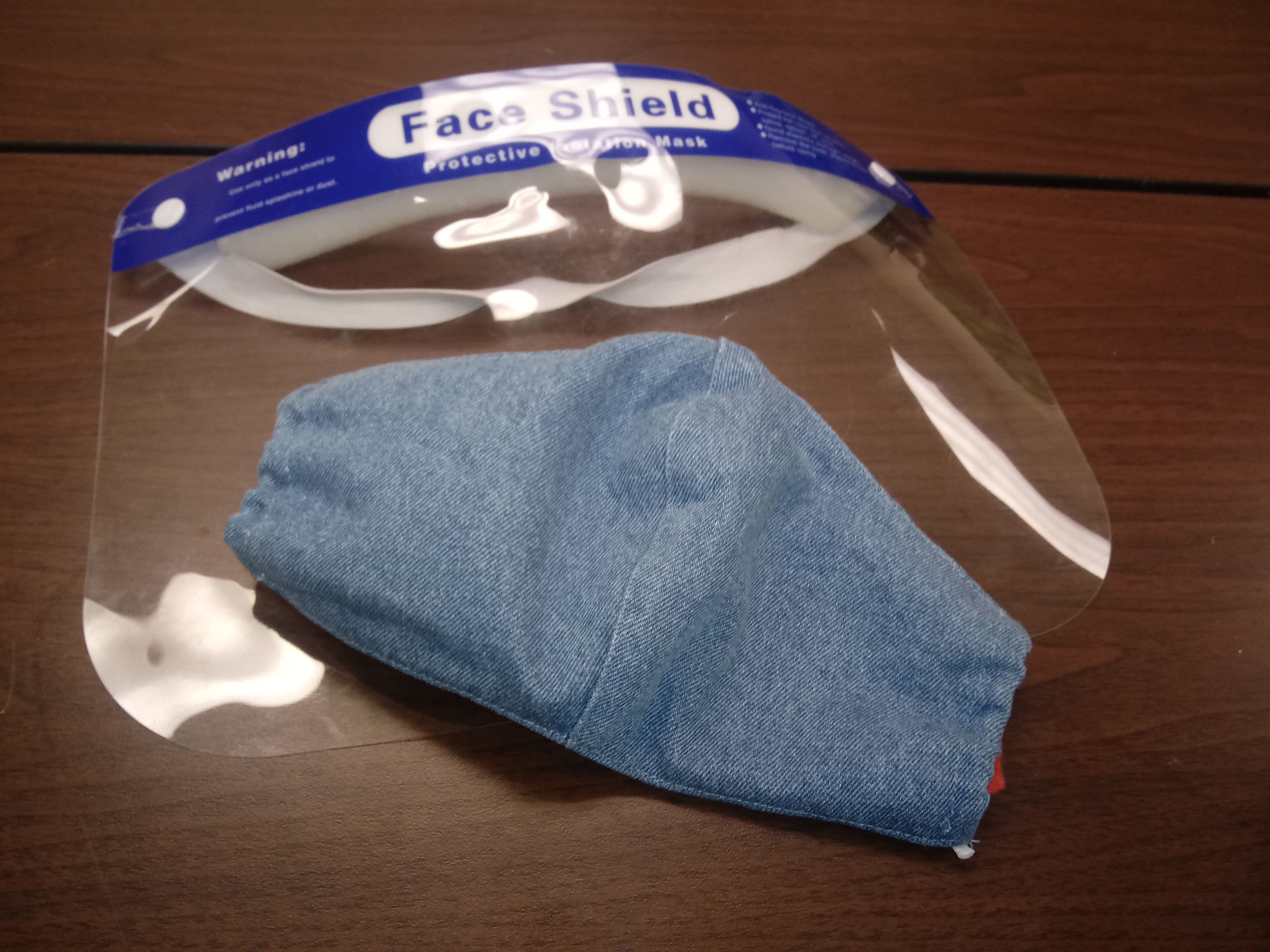

تلقى ارتداء أقنعة الوجه خلال جائحة الفيروس التاجي 2019-2020 توصيات مختلفة من وكالات الصحة العامة والحكومات المختلفة. كان الموضوع موضوع نقاش، مع اختلاف وكالات الصحة العامة والحكومات حول بروتوكول لارتداء أقنعة الوجه. يوصي البعض بأن يرتدي جميع أفراد أقنعة الملابس العامة، بينما يوصي البعض الآخر بارتداء أقنعة فقط لمرضى مرض فيروس كورونا 2019 ومقدمي الرعاية. ظهرت نقاشات حول ما إذا كان يجب ارتداء الأقنعة حتى عند الابتعاد الاجتماعي عند ستة أقدام، سواء كان يجب ارتداؤها أثناء التمرين، في المنزل لتقليل الفيروس الحمل، وما إذا كانت هناك عوامل مخففة. بالإضافة إلى ذلك، غالبًا ما قامت وكالات الصحة العامة في مختلف البلدان والأقاليم بتغيير توصياتها فيما يتعلق بأقنعة الوجه بمرور الوقت. كانت أقنعة الوجه موضوعًا للنقص، كما أصبحت إلزامية في بعض البلدان.
تشمل أنواع أقنعة الوجه، من الأقل إلى الأكثر حماية، أقنعة الوجه القماشية والأقنعة الطبية (غير الجراحية) والأقنعة الجراحية وأجهزة التنفس لفلترة الوجه مثل أقنعة N95 وأقنعة FFP. تعتبر واقيات الوجه والنظارات الطبية أنواعًا أخرى من معدات الحماية التي تستخدم غالبًا مع أقنعة الوجه.

## أنواع أقنعة الوجه
قناع الوجه القماش هو قناع مصنوع من نسيج شائع، عادة من القطن، يتم ارتداؤه على الفم والأنف. على عكس الأقنعة الجراحية وأجهزة التنفس الصناعي، فهي لا تخضع للتنظيم، ولا يوجد حاليًا سوى القليل من الأبحاث أو التوجيهات حول فعاليتها كإجراء وقائي ضد انتقال الأمراض المعدية أو تلوث الهواء الجسيمي. تم استخدامها بشكل روتيني من قبل العاملين في مجال الرعاية الصحية بدءًا من أواخر القرن التاسع عشر حتى منتصف القرن العشرين. في الستينيات، فقدوا استخدامها في العالم المتقدم لصالح الأقنعة الجراحية الحديثة، لكن استخدامها استمر في البلدان النامية.
القناع الجراحي هو جهاز فضفاض يمكن التخلص منه ويخلق حاجزًا ماديًا بين فم وأنف مرتديها والملوثات المحتملة في البيئة المباشرة. إذا تم ارتداؤه بشكل صحيح، فإن القناع الجراحي يهدف إلى المساعدة في منع قطرات الجسيمات الكبيرة، أو البقع، أو البخاخات، أو البقع التي قد تحتوي على فيروسات وبكتيريا، مما يمنعها من الوصول إلى فم وأنف مرتديها. قد تساعد الأقنعة الجراحية أيضًا في تقليل تعرض لعاب مرتديها وإفرازات الجهاز التنفسي للآخرين. لا يقوم القناع الجراحي، حسب التصميم، بتصفية أو حجب الجزيئات الصغيرة جدًا في الهواء التي قد تنتقل عن طريق السعال أو العطس أو بعض الإجراءات الطبية. كما أن الأقنعة الجراحية لا توفر حماية كاملة من الجراثيم والملوثات الأخرى بسبب الملاءمة الفضفاضة بين سطح قناع الوجه والوجه. يمكن وصف الأقنعة الجراحية بأنها أقنعة جراحية أو عزل أو أسنان أو إجراءات طبية. أقنعة جراحية مصنوعة من قماش غير منسوج تم إنشاؤه باستخدام عملية نفخ وإذابة.
قناع N95 عبارة عن جهاز تنفس لواجهة الجسيمات يرشح تصنيف N95 لترشيح الهواء للمعهد الوطني الأمريكي للسلامة والصحة المهنية، مما يعني أنه يرشح 95% على الأقل من الجسيمات المحمولة في الهواء، بينما لا يقاوم الزيت مثل P95. وهو جهاز التنفس الصناعي الأكثر شيوعًا لترشيح الجسيمات. إنه مثال لجهاز تنفس مرشح ميكانيكي، والذي يوفر الحماية ضد الجسيمات، ولكن ليس ضد الغازات أو الأبخرة. مثل الأقنعة الجراحية، قناع N95 مصنوع من نسيج بولي بروبيلين غير منسوج ذائب. قناع الوجه المقابل المستخدم في الاتحاد الأوروبي هو جهاز التنفس FFP2.

## التوصيات:-
أوصت المنظمات الصحية الأشخاص بتغطية فمهم وأنفهم بكوع منحني أو منديل عند السعال أو العطس، والتخلص من أي نسيج على الفور. ينصح باستخدام الأقنعة الجراحية لأولئك الذين قد يصابون بالعدوى، حيث إن ارتداء القناع يمكن أن يحد من حجم ومسافة انتقال قطرات الزفير المنتشرة عند التحدث والعطس والسعال. أصدرت منظمة الصحة العالمية تعليمات حول وقت وكيفية استخدام الأقنعة.
كما تم التوصية باستخدام الأقنعة للاستخدام من قبل أولئك الذين يرعون شخصًا قد يكون مصابًا بالمرض. أوصت منظمة الصحة العالمية بارتداء الأقنعة من قبل الأشخاص الأصحاء فقط إذا كانوا معرضين لمخاطر عالية، مثل أولئك الذين يرعون شخصًا مصابًا بـ COVID-19، على الرغم من أنهم يقرون أيضًا بأن ارتداء الأقنعة قد يساعد الأشخاص على تجنب لمس وجههم. بدأت عدة دول في تشجيع استخدام أقنعة الوجه من قبل الجمهور.

### منظمة الصحة العالمية:-
أيدت نصيحة منظمة الصحة العالمية للجمهور في سياق COVID-19 استخدام الأقنعة فقط في الظروف التالية:-
إذا كنت بصحة جيدة، فأنت بحاجة فقط إلى ارتداء قناع إذا كنت تعتني بشخص يشتبه في إصابته بعدوى nCoV لعام 2019.
ارتدِ قناعًا إذا كنت تسعل أو تعطس.
الأقنعة فعالة فقط عند استخدامها مع التنظيف المتكرر لليدين مع مطهر اليدين أو الصابون والماء.
إذا كنت ترتدي قناعًا، فيجب أن تعرف كيفية استخدامه والتخلص منه بشكل صحيح.

### المراكز الأمريكية لمكافحة الأمراض والوقاية منها:-
أوصت مراكز الولايات المتحدة لمكافحة الأمراض والوقاية منها (CDC) في نيسان 2020 بأن يرتدي عامة الناس أغطية الوجه القماشية في الأماكن العامة حيث يصعب الحفاظ على تدابير الإبعاد الاجتماعي الأخرى، مثل متاجر البقالة والصيدليات، خاصة في مناطق المجتمع المهمة انتقال مرتكز على أساس، بسبب أهمية انتقال الأمراض بدون أعراض وقبل الأعراض. 
في آذار 2020، أوصت مراكز مكافحة الأمراض والوقاية منها أنه في حالة عدم توفر أجهزة التنفس أو الأقنعة الجراحية، كملاذ أخير، قد يكون من الضروري للعاملين في الرعاية الصحية استخدام الأقنعة التي لم يتم تقييمها أو الموافقة عليها من قبل NIOSH أو الأقنعة محلية الصنع، على الرغم من ضرورة توخي الحذر عند النظر في هذا الخيار.
في آذار ونيسان 2020، واجهت مراكز السيطرة على الأمراض رد فعل عنيف بسبب تصريحاتها السابقة التي نصحت فيها بأن معظم الأشخاص الأصحاء لا يحتاجون إلى ارتداء قناع. تم تقديم التوصيات السابقة لمحاولة الحفاظ على الإمدادات للمهنيين الطبيين، لكنها أضرت بمصداقية الوكالة.

### الصين وآسيا:-
أوصت الصين على وجه التحديد باستخدام أقنعة طبية غير جراحية يمكن التخلص منها من قبل أفراد أصحاء من الجمهور، خاصة عند الاتصال الوثيق (متر واحد (3 أقدام) أو أقل) مع أشخاص آخرين. توصي هونج كونج بارتداء قناع جراحي عند استخدام وسائل النقل العام أو في الأماكن المزدحمة. يشجع مسؤولو الصحة التايلانديون الناس على عمل أقنعة من القماش في المنزل وغسلها يوميًا.
ولدى سؤاله عن الأخطاء التي ارتكبتها دول أخرى في هذا الوباء في مارس، قال المدير العام للمركز الصيني لمكافحة الأمراض والوقاية منها جورج فو جاو:-
«إن الخطأ الكبير في الولايات المتحدة وأوروبا، في رأيي، هو أن الناس لا يرتدون أقنعة. ينتقل هذا الفيروس عن طريق القطرات والاتصال الوثيق. تلعب القطرات دورًا مهمًا جدًا - يجب عليك ارتداء قناع، لأن عندما تتحدث، هناك دائمًا قطرات تخرج من فمك. يعاني الكثير من الأشخاص من التهابات عديمة الأعراض أو بدون أعراض. إذا كانوا يرتدون أقنعة الوجه، يمكن أن يمنع القطرات التي تحمل الفيروس من الهروب وإصابة الآخرين.»

## الأساس المنطقي لارتداء الأقنعة:-
من بين الأسباب التي ذكرها مسؤولو الصحة الصينيون لارتداء الأقنعة، حتى من قبل الأفراد الأصحاء، ما يلي:
انتقال بدون أعراض. يمكن أن يصاب العديد من الأشخاص دون أعراض أو فقط بأعراض خفيفة.
استحالة المسافة الاجتماعية المناسبة في العديد من الأماكن العامة في جميع الأوقات.
عدم تطابق التكلفة والعائد. إذا ارتدى الأفراد المصابون قناعًا فقط، فربما يكون لديهم حافز سلبي للقيام بذلك. قد لا يحصل الشخص المصاب على شيء إيجابي، لكنه يتحمل فقط التكاليف مثل الإزعاج ونفقات الشراء وحتى التحيز.
لا يوجد نقص في الأقنعة في الصين، التي تنتج 100 مليون قناع يوميًا منذ أوائل ذار .
يذكر عالم الأحياء الدقيقة الرائد Yuen Kwok-yung من جامعة هونغ كونغ وجود حمل فيروسي كبير في البلغم واللعاب لشخص مصاب وحالات بدون أعراض كأسباب تجعل الأفراد الأصحاء يرتدون قناعًا.
وفقًا لستيفن غريفين، عالم الفيروسات في جامعة ليدز، «ارتداء قناع يمكن أن يقلل من ميل الناس إلى لمس وجوههم، وهو مصدر رئيسي للعدوى دون نظافة مناسبة لليدين». المبدأ الوقائي له كما تم الاستشهاد بها من قبل المجلة الطبية البريطانية كسبب قد يشجع البعض على ارتداء قناع الوجه العالمي.
يقوم المسؤولون والخبراء الصحيون الآسيويون بالترويج للإخفاء الشامل. على سبيل المثال، صرح لينفا وانغ (أحد كبار خبراء الأمراض المعدية الذي يرأس فريق بحث مشترك بين جامعة ديوك والجامعة الوطنية في سنغافورة) أن التقنيع يتعلق بـ «منع انتشار المرض بدلاً من منع الإصابة بالمرض»، مشيرًا إلى أن الهدف هو قم بتغطية وجوه الأشخاص المصابين ولكنهم لا يعرفون ذلك، لذا من الضروري أن يرتدي الجميع واحدًا في الأماكن العامة.
اقترحت الدراسات الحديثة أن الأقدام الستة المطلوبة للمسافة الاجتماعية غير كافية وتعتمد على دراسات فضحت من ثلاثينيات القرن الماضي أو خطأ. اقترح الباحثون وكتاب العلوم ارتداء الأقنعة حتى عند الابتعاد الاجتماعي عند ستة أقدام، أثناء التمرين، ويمكن ارتداؤها في المنزل تقليل الحمل الفيروسي. كما فضحوا ضوء الشمس كعامل مخفف في الحاجة إلى أقنعة الوجه القماشية.

## نقص أقنعة الوجه:-

### الوباء المبكر في الصين:-
مع تسارع الوباء، شهد سوق البر الرئيسي في الصين نقصًا في أقنعة الوجه بسبب زيادة الطلب العام. في شنغهاي، كان على العملاء الانتظار لمدة ساعة تقريبًا لشراء حزمة من أقنعة الوجه. بيعت الأسهم في غضون نصف ساعة أخرى. أدى الاكتناز والتلاعب بالأسعار إلى ارتفاع الأسعار، لذلك قال منظم السوق إنه سيتخذ إجراءات صارمة ضد مثل هذه الأفعال. في يناير 2020، تم فرض ضوابط الأسعار على جميع أقنعة الوجه على تاوباو وتمال. منصات التجارة الإلكترونية الصينية الأخرى - JD.com، Suning.com، Pinduoduo - فعلت نفس الشيء. سيخضع بائعو الطرف الثالث لقيود الأسعار، مع خضوع المخالفين للعقوبات.
وبحلول آذار، كانت الصين قد تضاعفت أربع مرات طاقتها الإنتاجية (100 مليون قناع يوميًا).

### الأسهم الوطنية والنقص:-
في عام 2006، تمت إضافة 156 مليون قناع إلى المخزون الوطني الاستراتيجي الأمريكي تحسبًا لوباء الإنفلونزا. بعد استخدامها ضد جائحة إنفلونزا 2009، لم تجدد إدارة أوباما ولا إدارة ترامب الأسهم. بحلول 1 أبريل، كان المخزون الوطني الاستراتيجي للولايات المتحدة قد أفرغ تقريبًا.
في فرنسا، ارتفع الإنفاق المرتبط بفيروس H1N1 في عام 2009 إلى 382 مليون يورو، بشكل رئيسي على الإمدادات واللقاحات، والذي تم انتقاده لاحقًا. تقرر في عام 2011 عدم تجديد مخزونها والاعتماد أكثر على المعروض من الصين والخدمات اللوجستية في الوقت المناسب. في عام 2010، شمل مخزونها مليار قناع جراحي و 600 مليون قناع FFP2. في أوائل عام 2020 كان 150 مليونًا وصفر على التوالي. في حين تم تخفيض المخزونات بشكل تدريجي، ذكر الأساس المنطقي لعام 2013 الهدف لخفض تكاليف الاستحواذ والتخزين، والآن توزيع هذا الجهد على جميع الشركات الخاصة كأفضل ممارسة اختيارية لضمان حماية عمالها. كان هذا مناسبًا بشكل خاص لأقنعة FFP2 ، أكثر تكلفة للاقتناء والتخزين. مع تفشي وباء الفيروس التاجي لعام 2020 في فرنسا خسائر متزايدة في الإمدادات الطبية والأقنعة وإمدادات معدات الوقاية الشخصية، مما تسبب في غضب وطني. تحتاج فرنسا إلى 40 مليون قناع أسبوعيًا، وفقًا للرئيس الفرنسي إيمانويل ماكرون. أمرت فرنسا مصانعها القليلة المتبقية المنتجة للقناع بالعمل على مدار 24 ساعة طوال أيام الأسبوع، وزيادة الإنتاج الوطني إلى 40 مليون قناع شهريًا. فتح المشرعون الفرنسيون استفسارًا بشأن الإدارة السابقة لهذه المخزونات الاستراتيجية. وقد تم استدعاء نقص القناع بـ «فضيحة الدولة».
في أواخر آذار/ أوائل نيسان 2020، حيث كانت الدول الغربية تعتمد بدورها على الصين لتزويد الأقنعة والمعدات الأخرى، كان يُنظر إلى الصين على أنها تلعب القوة الناعمة للتأثير على الرأي العالمي. ومع ذلك، ورد أنه تم رفض مجموعة من الأقنعة التي اشترتها هولندا باعتبارها دون المستوى. أصدرت وزارة الصحة الهولندية استدعاء 600000 قناع وجه من مورد صيني في 21 آذار لم تتناسب بشكل صحيح ولم تعمل فلاترها على النحو المنشود على الرغم من حصولهم على شهادة الجودة. ردت وزارة الخارجية الصينية بأنه يجب على العميل «التحقق مرة أخرى من التعليمات للتأكد من أنك طلبت، ودفعت ثمنها ووزعتها، ولا تستخدم الأقنعة غير الجراحية للأغراض الجراحية».

### أقنعة N95 و FFP:-
كانت أقنعة N95 و FFP قليلة العرض والطلب المرتفع خلال وباء فيروس كورونا 2019-2020. كان إنتاج أقنعة N95 محدودًا بسبب القيود المفروضة على توريد أقمشة البولي بروبيلين غير المنسوجة (التي تستخدم كمرشح أساسي)، وكذلك وقف الصادرات من الصين. تسيطر الصين على 50% من الإنتاج العالمي للأقنعة، وتواجه وباء الفيروس التاجي الخاص بها، وكرست جميع إنتاجها للاستخدام المحلي، ولا تسمح إلا بالصادرات من خلال المساعدة الإنسانية المخصصة من الحكومة.
في آذار 2020، طبق الرئيس الأمريكي دونالد ترامب قانون الإنتاج الدفاعي ضد الشركة الأمريكية 3M ، والذي يسمح للوكالة الفيدرالية لإدارة الطوارئ بالحصول على أجهزة التنفس N95 من 3M. صرح المستشار التجاري للبيت الأبيض بيتر نافارو بأن هناك مخاوف من أن منتجات 3M لا تشق طريقها إلى الولايات المتحدة. ردت شركة 3M بأنها لم تغير الأسعار التي تفرضها، ولم تتمكن من التحكم في الأسعار التي يفرضها تجارها أو تجار التجزئة.
في أوائل نيسان 2020، زعم سياسي برلين أندرياس جيزل أن شحنة من 200,000 قناع N95 التي طلبتها من منشأة المنتج الأمريكي 3M في الصين تم اعتراضها في بانكوك وتحويلها إلى الولايات المتحدة. صرحت رئيسة شرطة برلين باربارا سلويك بأنها تعتقد أن «هذا مرتبط بحظر التصدير من قبل الحكومة الأمريكية». تأتي من الصين «، ونفت الحكومة الأمريكية حدوث أي مصادرة وقالت إنها تستخدم القنوات المناسبة لجميع مشترياتها. وأكدت شرطة برلين في وقت لاحق أن الشحنة لم تصادرها السلطات الأمريكية، ولكن قيل إنها تم شراؤها ببساطة بسعر أفضل، ويعتقد على نطاق واسع أنها من تاجر ألماني أو من الصين. أثار هذا الكشف غضب المعارضة في برلين، التي اتهم زعيم المجموعة البرلمانية لحزب الاتحاد الديمقراطي المسيحي بوركارد دارجر جيزل بـ» تضليل برلين بشكل متعمد«من أجل» التستر على عدم قدرتها على الحصول على معدات الحماية«. قال الخبير الداخلي في الحزب الديمقراطي الحر، مارسيل لوث، إن» الأسماء الكبيرة في السياسة الدولية مثل السناتور في برلين جيزيل تلوم الآخرين وتقول القرصنة الأمريكية لخدمة الكليشيهات المناهضة للولايات المتحدة«. كتاب اللعب وعدم السماح للحقائق بعرقلة القصة الجيدة». ذكرت صحيفة الجارديان أيضًا أنه«لا يوجد دليل قوي على أن ترامب [أو أي مسؤول أمريكي آخر] وافق على السرقة [الألمانية]».
اتهم جاريد موسكوفيتز، رئيس قسم فلوريدا لإدارة الطوارئ، شركة 3M ببيع أقنعة N95 مباشرة إلى دول أجنبية مقابل النقد، بدلاً من الولايات المتحدة. وذكر موسكوفيتش أن شركة 3M وافقت على الموزعين والوسطاء المعتمدين لتمثيل أنهم يبيعون الأقنعة إلى فلوريدا، ولكن بدلاً من ذلك يصل فريقه خلال الأسابيع القليلة الماضية «يصلون إلى مستودعات فارغة تمامًا». ثم قال إن الموزعين الأمريكيين المعتمدين من 3M أخبروه في وقت لاحق أن الأقنعة التي تعاقدت عليها فلوريدا لم تظهر أبدًا لأن الشركة بدلاً من ذلك أعطت الأولوية للطلبات التي جاءت في وقت لاحق، وبأسعار أعلى، من دول أجنبية (بما في ذلك ألمانيا وروسيا وفرنسا). ونتيجة لذلك، سلط موسكوفيتش الضوء على القضية على تويتر، قائلاً إنه قرر «التصيد» 3M.أفادت مجلة فوربس أنه «تم شراء ما يقرب من 280 مليون قناع من المستودعات في جميع أنحاء الولايات المتحدة من قبل المشترين الأجانب [في 30 آذار 2020] وتم تخصيصها لمغادرة البلاد، وفقًا للوسيط - وكان ذلك في يوم واحد»، مما تسبب في انتقاد كبير نقص الأقنعة في الولايات المتحدة.
مع تقييد المزيد والمزيد من البلدان لتصدير أقنعة N95 ، كان لدى Novo Textiles في كولومبيا البريطانية خطط لتصبح الشركة المصنعة الأولى في كندا. تخطط AMD Medicom في كيبيك أيضًا لتصبح الشركة المصنعة الكندية الثانية لأقنعة N95 ، مع عقد لتزويد حكومة كندا.

## الثقافة:-

### المواقف:-
في مجتمعات شرق آسيا، السبب الأساسي لارتداء القناع هو حماية الآخرين من أنفسهم. ويعتبر مسؤولية جماعية للحد من انتقال الفيروس. الافتراض الواسع وراء الفعل هو أن أي شخص، بما في ذلك الأشخاص الذين يبدو أنهم أصحاء، يمكن أن يكون حاملاً للفيروس التاجي. وهكذا يُعتبر قناع الوجه رمزًا للتضامن. في أماكن أخرى، غالبًا ما تُرى الحاجة إلى ارتداء القناع في منظور الفرد حيث لا تعمل الأقنعة إلا على حماية النفس.
قد تعرقل الأعراف الثقافية والضغوط الاجتماعية ارتداء القناع في الأماكن العامة. وفقًا لطبيب هونغ كونغ وخبير الأمراض المعدية جوزيف تسانغ، فإن الترويج للقناع الشامل قد يحل التصورات ضد ارتداء القناع، لأن ارتداء القناع أمر مخيف إذا كان عدد قليل من الناس يرتدون الأقنعة بسبب الحواجز الثقافية، ولكن إذا كان جميع الأشخاص يرتدون الأقنعة، فهذا يظهر رسالة مفادها أن الناس في هذا معًا.
في العالم الغربي، لا يزال الاستخدام العام للأقنعة يحمل في كثير من الأحيان وصمة كبيرة، حيث يُنظر إليه على أنه علامة على المرض. يعد هذا الوصم عقبة كبيرة يجب التغلب عليها ، لأن الناس قد يشعرون بالخجل من ارتداء قناع في الأماكن العامة وبالتالي يختارون عدم ارتداء القناع. ثانيًا ، يتم تمييزها بشدة كظاهرة آسيوية. ومع ذلك ، هناك أيضًا انقسام داخل العالم الغربي ، كما هو موضح في جمهورية التشيك وسلوفاكيا حيث حدثت تعبئة جماعية لتعزيز التضامن في ارتداء القناع منذ آذار 2020.
على وسائل التواصل الاجتماعي ، كان هناك جهد مع حملة #masks4all لتشجيع الناس على استخدام الأقنعة. يُطلق على ارتداء القناع سلوكًا اجتماعيًا يحمي المرء الآخرين داخل مجتمعهم.

### الأزياء:-
أقنعة الوجه كان لها تأثير على الموضة ، حيث أصبحت الأقنعة نفسها عبارة عن بيانات الأزياء ، وقد تمحور العلامات التجارية للأزياء الراقية لمعالجة كل من الصحة العامة والاحتياجات الجمالية.

## استخدام الأقنعة والسياسات حسب البلد والإقليم:-
الأرجنتين: بعد ظهور ثلاث حالات بدون أعراض ، أدخلت العاصمة بوينس آيرس إخفاءً إجباريًا منذ 14 نيسان . أصبح ارتداء القناع إلزاميًا لكل شخص في النقل العام وكل من يتواصل مع الجمهور في وضعه. يمكن أن يواجه المخالفون غرامة. كما منعت السلطات بيع أقنعة الوجه N95 للعاملين غير الطبيين ، واقترحت على عامة الناس استخدام الأقنعة المصنوعة محليًا بدلاً من ذلك.
النمسا: يجب على أي شخص يدخل سوبر ماركت أو متجر بقالة أو متجر أدوية أو يستخدم وسائل النقل العام ارتداء قناع وجه إلزامي منذ 14 نيسان.
جزر البهاما: في 19 نيسان ، أعلن رئيس الوزراء أن ارتداء قناع أو تغطية وجه الشخص باللباس إلزامي في الأماكن العامة. يجب على أصحاب العمل تزويد الأقنعة لموظفيهم الذين يخدمون عامة الناس.
البحرين: جعلت المملكة ارتداء أقنعة الوجه في الأماكن العامة إجباريًا للمواطنين والمقيمين وكذلك عمال المتاجر.
بنين: اعتبارًا من 8 نيسان ، بدأت سلطات بنين في فرض ارتداء أقنعة الوجه الإلزامية لوقف الفيروس التاجي.
البوسنة والهرسك: ارتداء قناع الوجه إلزامي.
بلغاريا: أصدرت الحكومة البلغارية أمرًا يفرض التزامًا بارتداء أقنعة الوجه في 30 آذار. تم إلغاء الأمر في اليوم التالي وتم تغييره إلى توصية بسبب شكاوى قانونية.
كمبوديا: بدأ العديد من الكمبوديين في ارتداء أقنعة الوجه فور بدء تفشي المرض في ووهان. بدأت الشركات تطلب من العملاء ارتداء الأقنعة.
الكاميرون: في 6 نيسان ، أعلن عمدة دوالا أن ارتداء القناع سيكون إلزامياً لإبطاء انتشار الفيروس التاجي.
كندا: منذ 6 نيسان ، يوصي مسؤولو الصحة بارتداء أقنعة غير طبية في المواقف التي يصعب فيها الابتعاد عن الآخرين (مثل شراء مواد البقالة أو وسائل النقل العام).
تشيلي: من 8 نيسان ، أعلن وزير الصحة التشيلي ارتداء قناع إلزامي في النقل العام.
الصين: ينصح الأفراد الأصحاء بارتداء أقنعة طبية يمكن التخلص منها في الأماكن العامة. تتطلب بعض الحكومات المحلية ارتداء أقنعة عند الخروج. جعلت شنغهاي ارتداء الأقنعة إلزامية في الأماكن العامة.
كولومبيا: استجابة لأحدث توصيات منظمة الصحة العالمية ، غيرت كولومبيا سياستها بشأن استخدام الأقنعة وجعلتها إلزامية في جميع أنحاء البلاد لاستخدام وسائل النقل العام أثناء طوارئ فيروس كورونا.
كوبا: في 11 آذار ، حثّت الحكومة المواطنين على عمل أقنعة خاصة بهم ، في حين تمت صياغة صناعة النسيج لتصنيعها. تم نصح الناس بحمل أقنعة من القماش معهم ، اعتمادًا على عدد الساعات التي يخططون لقضاءها في الأماكن العامة. في وقت لاحق ، أصبح ارتداء القناع إلزاميًا.
جمهورية التشيك: يُمنع الخروج في الأماكن العامة دون ارتداء قناع ، أو تغطية أنف وفم الشخص.
جمهورية الدومينيكان: منذ 16 نيسان ، استخدام قناع الوجه إلزامي في جميع الأماكن العامة وفي مكان العمل.
جمهورية الكونغو الديمقراطية: منذ 20 نيسان ، أصبح ارتداء الأقنعة في العاصمة كينشاسا إلزاميًا.
لإكوادور: في 8 نيسان ، قررت لجنة عمليات الطوارئ (COE) جعل أقنعة الوجه إلزامية في الأماكن العامة.
إثيوبيا: وافق مجلس الوزراء على قانون يحظر المصافحة ، ويلزم باستخدام أقنعة الوجه في الأماكن العامة.
فرنسا: في 3 آذار ، أصدرت الحكومة درجة تعلن عن طلب مخزون FFP2 والأقنعة المضادة للرذاذ حتى 31 أيار 2020.
الغابون: في 10 نيسان ، أعلنت الحكومة الغابونية أنه يتعين على الأفراد في جميع أنحاء البلاد ارتداء الأقنعة في الأماكن العامة للحد من انتشار COVID-19.
ألمانيا: في 31 آذار ، كانت مدينة جينا ، تورينجيا ، أول مدينة ألمانية كبيرة تقدم التزامًا بارتداء الأقنعة ، أو الأقنعة المؤقتة بما في ذلك الأوشحة ، في محلات السوبر ماركت ، والنقل العام ، والمباني ذات حركة المرور العامة ، بدءًا من 6 نيسان . بنجاح كبير. في 2 نيسان، قام معهد روبرت كوخ ، الهيئة الفيدرالية لمكافحة الأوبئة ، بتغيير توصيته السابقة بأن الأشخاص الذين يعانون من الأعراض فقط يجب أن يرتدوا الأقنعة لتشمل أيضًا الأشخاص الذين ليس لديهم أعراض. اتبعت مقاطعة نوردهاوزن ، تورينجيا ، مثال جينا ، منذ 13 نيسان ، بعد ذلك عدة مدن أخرى. أعطت المستشارة الألمانية ميركل وحكام الولايات أولاً «نصيحة قوية» لارتداء أقنعة الوجه في الأماكن العامة من 20 نيسان، وجعلت ساكسونيا إلزامية من ذلك اليوم ، تليها ساكسونيا-أنهالت من 23 نيسان و (بقية) ثورينيجيا من 24 نيسان ، وأخيرًا وافق الحكام على جعلها إلزامية ، لذلك اتبعت معظم الولايات الأخرى اعتبارًا من 27 نيسان ، باستثناء شليسفيغ هولشتاين ، من 29 نيسان، وبرلين ، حيث تم استبعاد المتاجر أولاً ، تم إدراجها من 29 نيسان .
غينيا :-قرر الرئيس الغيني ألفا كوندي جعل ارتداء الأقنعة إلزاميًا.
هندوراس: من 7 نيسان ، أعلن رئيس هندوراس أنه سيُطلب من جميع المواطنين الآن تغطية أفواههم عندما يكونون في الخارج.
هونغ كونغ: يُنصح أفراد الجمهور بارتداء قناع جراحي عند استخدام وسائل النقل العام أو الإقامة في أماكن مزدحمة.
الهند: اعتبارًا من 9 نيسان ، يكون الإخفاء إلزاميًا في ولاية أوديشا. عند مغادرة المنزل ، يجب على الأشخاص تغطية فمهم وأنفهم بأقنعة أو قماش متعدد الطبقات (مثل المنديل ، والدوباتا ، والمناشف ، وما إلى ذلك).
إندونيسيا: أُمر المواطنون بارتداء أقنعة الوجه عند مغادرة المنزل.
إسرائيل: يُطلب من جميع السكان ارتداء أقنعة الوجه في الأماكن العامة.
إيطاليا: جعلت مناطق لومباردي وتوسكانا ارتداء قناع الوجه إلزاميًا قبل الخروج في أوائل نيسان.
ساحل العاج: اعتبارًا من نيسان ، أصبحت 26 قناعًا إجباريًا لدخول مراكز التسوق أو السوبر ماركت في الضاحية الجنوبية لأبيدجان ، ماركوري.
اليابان: تم استخدام الأقنعة على نطاق واسع من قبل الأفراد الأصحاء على الرغم من عدم وجود نصيحة رسمية للقيام بذلك. في 1 آذار ، أصدر رئيس الوزراء شينزو آبي سياسة في هوكايدو تكلف الشركات المصنعة ببيع أقنعة الوجه للحكومة مباشرة ، ومن ثم تسليمها إلى السكان.
كينيا: ارتداء قناع الوجه إلزامي. لدى الحكومة الكينيون لمراقبة التباعد الاجتماعي بدقة ، وهو ما ثبت أنه من أكثر الطرق فعالية لمنع مخاطر العدوى.
ليبيريا ليبيريا: اعتبارًا من 21 نيسان ، أصبح من الضروري الآن ارتداء قناع الوجه أو التغطية في الأماكن العامة.
ليتوانيا: إن ارتداء قناع الوجه أو أي وسيلة أخرى لتغطية الأنف والفم في الأماكن العامة إلزامي منذ 10 نيسان 2020.
لوكسمبورج: اعتبارًا من 20 نيسان ، يكون ارتداء القناع أمرًا إلزاميًا في الأماكن التي لا يمكن فيها الاحتفاظ بمسافة كافية للآخرين مثل محلات السوبر ماركت أو في وسائل النقل العام.
ماليزيا: تم استخدام الأقنعة على نطاق واسع من قبل الأفراد الأصحاء على الرغم من عدم وجود نصيحة رسمية للقيام بذلك. في 17 آذار ، حظرت ماليزيا تصدير الأقنعة الطبية والجراحية لتلبية الطلب المحلي. في نيسان ، كان من المقرر أن توزع الحكومة 24.62 مليون قناع ، أربعة لكل أسرة ، بينما تنصح الناس باستخدامها فقط إذا ظهرت عليهم أعراض.
المكسيك: أعلنت العمدة كلوديا شينباوم في 15 نيسان أن على جميع ركاب مترو مكسيكو سيتي ارتداء الأقنعة أثناء وجودهم داخل المحطات وعلى متن القطارات.
منغوليا: ارتداء قناع إلزامي الآن أثناء ركوب وسائل النقل العام في أولان باتور. حتى أن المسؤولين الحكوميين ومذيعي الأخبار اعتمدوا ارتداء الأقنعة من خلال المؤتمرات الصحفية والبث الإخباري.
المغرب: ارتداء قناع الوجه إلزامي.
موزمبيق: أعلنت حكومة موزمبيق في 8 نيسان أن ارتداء أقنعة الوجه إلزامية الآن على جميع أشكال نقل الركاب ، وحيثما يتم جمع مجموعات من الناس.
شمال مقدونيا: حتى 22 نيسان ، يجب على مواطني كومانوفو وتيتوفو وبريبب ارتداء أقنعة وقفازات واقية خارج منازلهم ، في الأماكن العامة وفي الأماكن الخارجية والداخلية والأسواق والمحلات التجارية ، أعلنت الحكومة.
باكستان: طلبت حكومة بلوشستان في 18 نيسان من المواطنين ارتداء أقنعة الوجه عند الخروج. طبقاً للمتحدث باسم حكومة المقاطعة لياقت شاهواني ، فقد تم حث المواطنين على ارتداء الأقنعة أو تغطية وجوههم بأي قطعة قماش في أعقاب تفشي COVID-19 .
بنما: جعلت بنما من الضروري ارتداء قناع للوجه عند الخروج ، مع التوصية أيضًا بتصنيع قناع وجه مصنوع من القماش محلي الصنع لأولئك الذين لا يستطيعون شراء أقنعة الوجه.
بيرو: قال الرئيس مارتن فيزكارا ، إن الحكومة البيروفية بدأت في 7 نيسان بتوزيع أقنعة مجانية بعد إعلان استخدامها الإلزامي في الشوارع لمطاردة الفيروس التاجي الجديد.
الفلبين: اعتبارًا من 2 نيسان ، طلبت الحكومة من جميع الأشخاص الذين يعيشون في مناطق تخضع للحجر الصحي المعزز للمجتمع ارتداء أقنعة الوجه.
بولندا: منذ 16 نيسان ، فإن تغطية الشفاه والأنف إلزامي قبل مغادرة المنزل (على سبيل المثال ، باستخدام قناع يمكن التخلص منه أو قناع من القماش أو وشاح).
روسيا: جعل خاباروفسك ارتداء أقنعة الوجه إلزامية لمكافحة ارتفاع أمراض الجهاز التنفسي ومنع انتشار الفيروس التاجي.
رواندا: في 20 نيسان ، قال وزير الصحة في مجلس الوزراء دانييل انجاميجي إن أحدث المبادئ التوجيهية تتطلب من الجميع ارتداء قناع في الأماكن العامة وفي المنزل أثناء فترة الإغلاق وما بعده.
اسكتلندا: في 28 نيسان ، نصح أول وزير اسكتلندا نيكولا ستورجون بالاستخدام الطوعي لأقنعة الوجه القماشية في الأماكن المغلقة مثل المتاجر ووسائل النقل العام (ولكن ليس بشكل عام في الأماكن العامة)، مع ملاحظة حدودها.
سنغافورة: تم استخدام الأقنعة على نطاق واسع من قبل الأفراد الأصحاء على الرغم من الغياب الأولي للنصيحة الرسمية للقيام بذلك. لم يعد ارتداء القناع عامًا مُثبطًا من 3 أنيسان ، وأصبح إلزاميًا خارج محل الإقامة من 14 نيسان .
إسبانيا: توزع الحكومة أقنعة الوجه المجانية للمسافرين في مراكز النقل الكبيرة ، لكن ليس من الضروري ارتداءها.
سلوفاكيا: يُمنع الخروج في الأماكن العامة دون ارتداء قناع أو تغطية أنف أحد وفمه.
سلوفينيا: اعتبارًا من 29 آذار ، يرتدي قناع الوجه ، حتى قناع مصنوع في المنزل ، أو ما يعادله مثل الأوشحة التي تغطي الفم والأنف إلزاميًا مع قفازات واقية ؛ ينص المرسوم على ضرورة ارتداء الأقنعة والقفازات في الأماكن العامة الداخلية.
جنوب إفريقيا: في 10 نيسان ، أوصى وزير الصحة عامة الناس باستخدام أقنعة الوجه القماشية عند الخروج في الأماكن العامة (بالإضافة إلى غسل اليدين والتباعد الاجتماعي). بعد 1 أيار ، سيكون تغطية الأنف والفم إلزاميًا في الأماكن العامة (بقناع من القماش ووشاح وقميص ، وما إلى ذلك).
كوريا الجنوبية: تم استخدام الأقنعة على نطاق واسع من قبل الأفراد الأصحاء على الرغم من عدم وجود نصيحة رسمية للقيام بذلك. نفذت الحكومة سياسة الشراء المركزي وتقنين أقنعة الوجه ، وشراء 80 في المائة من الإنتاج الوطني منذ أوائلآذار.
تايوان تايوان: في 21 كانون الثاني ، أعلنت الحكومة حظراً مؤقتاً على تصدير أقنعة الوجه. في 6 شباط ، أنشأت الحكومة نظام تقنين للأقنعة. تنتج تايوان عشرة ملايين قناع يوميًا منذ منتصف آذار . في 1 نيسان ، كان على الركاب في القطارات والحافلات بين المدن ارتداء أقنعة الوجه ، راكبين غير مقنعين يواجهون غرامة.
```
تركيا: سيُطلب من المقيمين ارتداء الأقنعة في الأسواق ، كما أعلن الرئيس التركي. 
```

أوكرانيا: منذ 6 نيسان ، مطلوب ارتداء قناع للوجه من قبل الحكومة في الأماكن العامة. في كييف ، تم توضيح الأماكن العامة لتشمل الحدائق العامة والشوارع.
الولايات المتحدة الأمريكية: في 6 نيسان ، أوصى مركز السيطرة على الأمراض بارتداء أغطية للوجه من القماش غير الطبي عندما يكون في الأماكن العامة. منذ 17 نيسان ، على سكان نيويورك ارتداء الأقنعة في الأماكن العامة.
أوزبكستان: جعل المسؤولون الأقنعة الواقية إلزامية في جميع المدن الكبرى من أجل منع انتشار الفيروس التاجي. وقال المسؤولون يوم 22 آذار إن المواطنين الذين لا يرتدون أقنعة في الأماكن العامة في المدن الكبرى سيتم تغريمهم 22 دولارًا عن المخالفة الأولى و 67 دولارًا عن المخالفات المتكررة.
فنزويلا: أمرت الحكومة مواطني الدولة بارتداء أقنعة الوجه في الأماكن العامة ردا على وصول الفيروس التاجي الجديد.
فيتنام: منذ 16 آذار ، يجب على الجميع ارتداء قناع للوجه عند الذهاب إلى الأماكن العامة (مثل محلات البقالة ومراكز النقل ووسائل النقل العام).
زامبيا: جعلت الحكومة من الضروري ارتداء أقنعة الوجه لتقليل الانتشار في البلاد.